# A1 Grand Prix 2009
La A1 Grand Prix 2009 avrebbe dovuto essere la quinta stagione della serie automobilistica per nazioni A1 Grand Prix. Tuttavia, a causa delle insolvenze finanziarie dell'organizzatore, nessuna delle gare programmate inizialmente ha avuto effettivamente luogo.
Sarebbe stata la prima di tre stagioni con la IMG Sports Media, che avrebbe gestito tutti i diritti mediatici della competizione nel mondo.
Essendoci dubbi sul proseguimento della stagione a causa dei vincoli finanziari e delle indiscrezioni secondo cui la Ferrari avrebbe potuto ritirare il supporto tecnico sarebbe a causa delle difficoltà economiche, il presidente della A1 Grand Prix, Tony Teixeira, annunciò che la serie avrebbe garantito il suo futuro nel lungo termine, a seguito di una ristrutturazione finanziaria. I dubbi furono rafforzati dalla cancellazione della gara di apertura della stagione prevista in Australia per il 25 ottobre. Con l'annullamento dei gran premi della Malesia e della Cina, la stagione si ridusse ad avere solo gare previste nel corso del 2010. La gara che si sarebbe dovuta organizzare nel circuito olandese fu cancellata anticipatamente probabilmente poiché era in programma un altro evento per quella data. Nel maggio 2010, nessuna delle rimanenti gare in programma ha avuto luogo, a conferma della fine della A1GP.

## Le scuderie
Prima che la lista ufficiale delle squadre, che originariamente avrebbe dovuto competere in Australia, venisse diramata, si vociferava che le scuderie iscritte sarebbero dovute essere venti, tra cui un team nuovo di zecca ed il ritorno di un vecchio team. Ma nell'elenco ufficiale delle squadre partecipanti per la gara in Australia, pubblicato martedì 13 ottobre, erano presenti diciannove squadre, senza la partecipazione di Canada, Corea, Libano e Malesia. Molti piloti avevano provvisoriamente firmato per loro rispettive nazioni, tra cui John Martin, Felipe Guimarães, Zahir Ali, Satrio Hermanto, Fairuz Fauzy, Aaron Lim, Luis Díaz, Salvador Durán, Robert Doornbos e Jeroen Bleekemolen.

## I test
I test per tutte le squadre sarebbero dovuti avvenire il 19 ottobre, la settimana prima della gara di apertura in Australia, in un'unica giornata e avrebbero dovuto svolgersi al Circuito di Ipswich. Tuttavia, poiché le monoposto non erano arrivate in Australia prima di lunedì, la sessione di prove fu annullata.

## Calendario

### Programma ufficiale
Il 21 settembre 2009 la serie ha annunciato un calendario di nove gare e le nove nazioni che avrebbero ospitato l'evento, ma non il nome dei circuiti. La gara su circuito cittadino prevista in Indonesia fu un'evidente omissione, mentre il Regno Unito, che aveva ospitato la gara finale della stagione nelle tre stagioni precedenti, non aveva una gara in calendario. Tuttavia, il presidente della A1GP Tony Teixeira dichiarò: «Ci può essere spazio per almeno un ulteriore evento, se risponderà ai nostri criteri.».
Il 17 ottobre 2009 fu annunciato l'annullamento della gara di apertura a Surfers Paradise, in Australia, poiché le macchine ed altre attrezzature per le squadre A1GP non avevano ancora lasciato Londra e non sarebbero arrivati in tempo per l'evento. Furono fatte modifiche al calendario del campionato V8 Supercars per colmare le lacune al programma. Il 5 novembre 2009, la data al circuito malese internazionale di Sepang è stata rinviata a tempo indeterminato e nello stesso giorno, inoltre,  fu confermato l'annullamento della gara cinese. La gara olandese ad Assen fu annullata per essere sostituita con una gara di Superleague Formula.
| Nazione     | Circuito                                        | Data             |
| ----------- | ----------------------------------------------- | ---------------- |
| Australia   | Circuito di Surfers Paradise                    | 25 ottobre 2009  |
| Cina        | Circuito internazionale di Zhuhai               | 15 novembre 2009 |
| Malaysia    | Circuito di Sepang, Kuala Lumpur                | 6 dicembre 2009  |
| Sudafrica   | Circuito di Kyalami, Johannesburg               | 28 febbraio 2010 |
| Brasile     | Autódromo José Carlos Pace, San Paolo           | 14 marzo 2010    |
| Messico     | Autodromo Hermanos Rodríguez, Città del Messico | 21 marzo 2010    |
| Portogallo  | Autódromo Internacional do Algarve, Portimão    | 11 aprile 2010   |
| Germania    | Sachsenring, Hohenstein-Ernstthal               | 9 maggio 2010    |
| Paesi Bassi | TT Circuit Assen                                | 16 maggio 2010   |